# Attentat du 17 août 2022 à Kaboul
L'attentat du 17 août 2022 à Kaboul est survenu le 17 août 2022 lorsqu'une explosion a frappé la mosquée Abu Bakr al Sadiq à Kaboul, en Afghanistan,. Beaucoup de personnes ont été signalées mortes dans l'explosion,. Les résidents à proximité ont également entendu des coups de feu après l'explosion.

## Victimes
L'hôpital d'urgence de Kaboul a reçu au moins 27 victimes de l'explosion. Deux sont arrivés décédés, tandis qu'un autre est décédé en cours de traitement. Parmi les personnes tuées figurait l'imam de la mosquée Mawlawi Amir Muhammad Kabuli, un important religieux taliban qui dirigeait également une école islamique sur le site de l'explosion,. Il a été rapporté plus tard que 21 personnes ont été tuées et 33 ont été blessées, bien que certains témoins sur les lieux aient estimés le nombre de morts plus élevé, avec un témoin affirmant que "de nombreux autres talibans, ainsi que des enfants, ont été martyrisés" et que le nombre total de victimes réelles était de "plus de 100 (tués et blessés).